# Mekinje, Kamnik
Mekinje so naselje v Občini Kamnik.
Mekinje, severno obmestno naselje Kamnika s približno 1.700 prebivalci, ležijo med rekama
Kamniško Bistrico in Nevljico. Ozemlje Mekinj se zajeda v Kamnik vse do njunega sotočja. Kraj se prvič omenja med letoma 1143 in 1147, ko je bil na Mekinjskem  gradu sedež andeških ministerialov.
V Mekinjah  stoji uršulinski samostan. Predhodnik samostana je bil grad grofov Gallenbergov iz 1143. Žiga III. Gallenberški je 1300 ustanovil samostan in ga podaril klarisam. Do 1902 se je zamenjalo več lastnikov, tega leta pa so ga odkupile ljubljanske uršulinke, tu odprle dekliško šolo in obnovile redovno življenje. Del samostana so ohranile vse do danes. Samostan je v glavnem ohranil podobo, ki jo je dobil od 1682 do 1686. Na vzhodni strani prehaja samostanski kompleks v cerkev, ki je od 1787 župnijska. Cerkev Marijinega vnebovzetja je lepa baročna stavba, v kateri so od leta 2009 restavrirane orgle, ki jih je 17. 5. 2009 blagoslovil nadškof in metropolit msg. Alojz Uran. 
Leta 2016 se je red uršulink zaradi prevelikih stroškov vzdrževanja izselil, samostanska stavba pa je bila podarjena občini Kamnik. Ta je leta 2018 ustanovila Javni zavod Mekinjski samostan. Zavod v samostanu izvaja izobraževalne, kulturne, umetniške, turistične in druge prireditve. Leta 2021 je bila v samostanu odprta stalna razstava Življenje za samostanskimi vrati. Klarise in uršulinke v Mekinjah. 
V samostanu je danes tudi knjižnica z okoli 10 000 knjižnimi enotami, tu je shranjena tudi zapuščina Stanislava Škrabca.

## Izvor krajevnega imena
Krajevno ime je verjetno izpeljano iz osebnega imena, ki se ohranja v priimku Mekina in Mekinc ter patronimiku Mekanič. Če je domneva pravilna, je ime prvotno označevalo naselbino nekega Mekine in njegovih ljudi. V arhivskih zapisih se kraj omenja leta 1143 do 1147 kot Minkendorf, 1209 Minchendor(f) in 1288 Menkendorf. 